# Francisco Descatllar i de Tord
Francesc Descatllar i de Tord (Berga, siglo XVII – Barcelona, 1715) fue militar español durante la Guerra de Sucesión Española. Del sector austracista más fanático, fue miembro de la Guardia de Corps del Archiduque de Austria, el Regimiento de Reales Guardias Catalanas. En 1713 fue nombrado Capitán del Regimiento de Nuestra Señora del Rosario.
Tras la capitulación de Barcelona consiguió escapar de la represión borbónica. Se reunió con el General Josep Moragues y participó en el intento de escapada a Mallorca. Fue ejecutado junto con el General Moragues por las tropas borbónicas en 1715. Se desconoce dónde se encuentra su tumba.